# Logement d'abord
Logement d'abord, traduit de l'expression anglaise Housing first, appelé aussi  en France Un chez soi d'abord est un programme social relativement récent qui vise à aider les sans-abris en leur proposant prioritairement un logement stable, et se pose en alternative aux solutions d'hébergements d'urgence aux déplacements réguliers.

## Principe
Une politique de type Logement d'abord présuppose que le premier besoin d'une personne ou d'un foyer sans domicile fixe est d'avoir un foyer, et que les autres problèmes comme la santé, ou le travail passent après.
Elle consiste à donner l'accès à un logement de façon inconditionnelle, c'est-à-dire sans poser de conditions liées à la consommation d'alcool ou de drogues, à un niveau de revenus ou à une absence de casier judiciaire. Un accompagnement médical et une assistance sociale sont cependant toujours proposés.

## Par pays

### Belgique
Les expérimentations sont menées de 2013 à 2016.
Des sans-abris sont hébergés à Ixelles dans le cadre des cette politique à partir d'octobre 2017. En Région wallonne en 2018, quatre villes ont mis en place le programme : Charleroi, Liège, Mons et Namur, pour un budget total de 480 000 €.

### États-Unis
Les États-Unis sont les premiers à avoir mis en place de tels programmes, qui sont nés dans les années 1990 à New York.
L'État de l'Utah a mis en place cette politique en 2005, et a observé une baisse de 91 % du nombre de sans-abris chroniques en 10 ans. Par ailleurs, l'État a économisé de l'argent, notamment en matière de santé et de prison, à travers ce programme. Pour Kevin Corinth, le chiffre de 91 % n'est pas exact, car il est dû en partie à un changement de mode de décompte, même s'il salue les effets de la politique Housing First.
À Salt Lake City, la mise en place du programme de 2005 à 2015 a permis une diminution de 72 % des sans-abris.

### Finlande
Le programme a été mis en place en 2008 et est considéré comme un succès dix ans plus tard. Le nombre de sans-abris a diminué de 35 %, et les quatre cinquièmes parviennent à mener une vie plus stable. Le programme a fourni 4 600 logements pour un coût de 270 M€. L'État considère que ce programme coûte moins cher que de laisser les gens dans la rue,.

### France
Paris, Toulouse, Marseille et Lille connaissent les premières expérimentations en 2007, destinés aux SDF avec des problèmes psychiatriques ou mentaux. La fondation Abbé Pierre constate le succès des expérimentations si elles sont menées correctement
En 2017, le gouvernement français annonce un plan quinquennal pour le « logement d'abord ». Le plan développe peu de moyens de nouveaux, l’État jouant avant tout un rôle de facilitateur. Ce plan est mis en œuvre par la Dihal (délégation interministérielle à l’hébergement et à l’accès au logement des personnes sans abri ou mal logées).
À Lille, le programme vise 80 personnes, avec 20 accompagnateurs, son coût est de 14 000 € par personne, contre 18 000 € pour quelqu'un qui reste dehors.